# Kiewer Meer

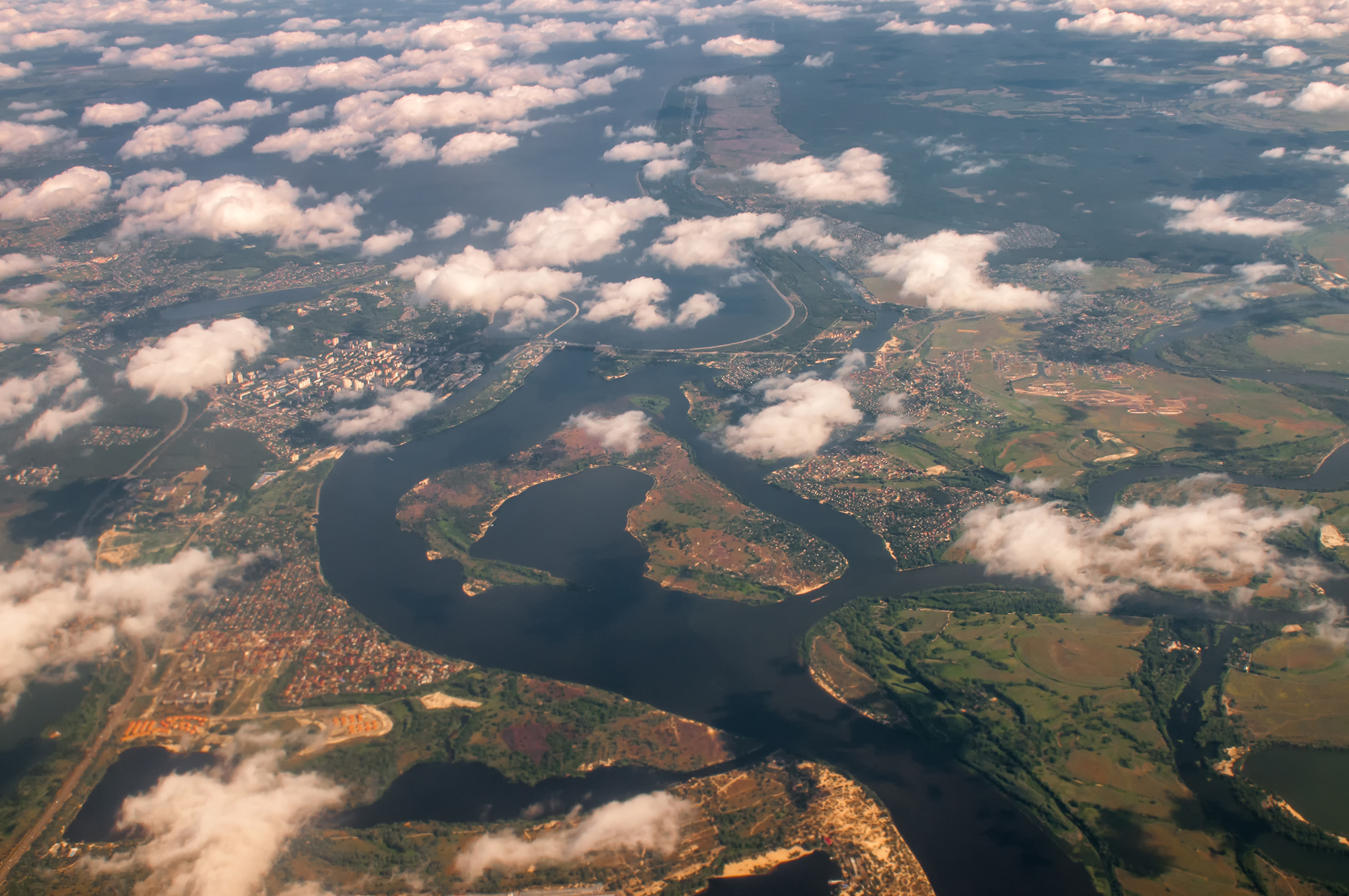
Luftaufnahme Staudamm

Kiewer Meer (ukrainisch Київське водосховище/Kyjiwske wodoschowyschtsche; russisch Киевское водохранилище/Kiewskoje wodochranilischtsche) ist die Bezeichnung für einen Stausee bei Kiew in der Ukraine. Er beginnt 20 km nördlich von Kiew und hat eine Fläche von 922 km², etwa doppelt so viel wie der Bodensee. Im Norden wird er von den Flüssen Pripjat und Dnepr gespeist und reicht bis zur belarussischen Grenze.
Der Stausee wurde in den 1960er Jahren unter Nikita Sergejewitsch Chruschtschow geschaffen. Der Dnepr wird hier bis zu einer Breite von 20 km aufgestaut. Der Höhenunterschied wird in einem großen Wasserkraftwerk zur Stromerzeugung genutzt. Er wurde als letzter der sechs Stauseen errichtet. In der Nähe des Hauptkraftwerks liegt das Pumpspeicherkraftwerk Kiew, das zu Spitzenlastzeiten zusätzliche elektrische Energie produziert.
Zum Absperrbauwerk gehört ein über 41 km langer Staudamm auf der Ostseite des Sees. Er war zur Bauzeit der längste Damm der Welt. Heute gibt es nur in Amerika zwei längere und zwei weitere noch im Bau befindliche längere Staumauern, so dass der Damm des Kiewer Meers nun an sechster Stelle liegt (siehe Liste von Talsperren der Welt).
Das Kiewer Meer hat im Westen einige Steilufer mit tiefen Einschnitten in die Landschaft, welche quer auf den Fluss zulaufen. Der Dnepr-Seitenfluss Irpin erreicht bei Dymer einen Seitendamm des Stausees etwa sieben Meter unter dem neuen Wasserspiegel des Sees. Das Wasser aus dem Irpin wird mit einem Pumpwerk gehoben und in den See geleitet.
Am See befinden sich keine größeren Städte, die von einem Dammbruch betroffen wären, sondern nur kleinere Ortschaften wie Wyschhorod, Nowi Petriwzi, Stari Petriwzi, Ljutisch und weitere Dörfer. Die nächstgelegene halbwegs größere Stadt außer Kiew ist Tschornobyl.
Für die Passage von Flussschiffen aus dem Unterlauf des Dnepr in den See ist westlich des Kraftwerks bei Wyschhorod eine Schiffsschleuse eingerichtet.
2020 waren die Temperaturen in der Region extrem hoch. Dies verursachte ein enormes Wachstum von Cyanobakterien im  Kiewer Meer.
Am Morgen des 26. Februar 2022 (in den ersten Tagen des Russischen Überfalls auf die Ukraine) wurde laut ukrainischen Angaben eine russische Rakete abgeschossen, die auf den Staudamm zusteuerte, der auch der Wasserversorgung von Kiew dient. Die Zerstörung des Staudamms hätte Überflutungen großer Flächen im Nordosten Kiews zur Folge, welche viele Tote fordern würden. Am 22. März 2022 wurden diese Flächen durch die ukrainischen Verteidiger geflutet.